# Castello di Guardasone
Il castello di Guardasone è un maniero medievale che sorge sul versante orientale del monte Lugolo, nella località Ariana di Guardasone, frazione di Traversetolo, in provincia di Parma; sulla vetta si trovano inoltre i ruderi dell'antica torre di avvistamento, nota come "Guardiola".

## Storia

### Dalle origini al XIII secolo
Il castello fu edificato a presidio del guado sul torrente Enza forse già nel X secolo, ma la prima testimonianza dell'esistenza della curte Guardasioni risale soltanto al 21 marzo 1165; la struttura apparteneva al ramo Baratti dei conti di Canossa, cugini degli Attoni, dai quali forse deriva il nome della località, la medievale Guardaxonis, col possibile significato di "Guardia degli Attoni"; la fortificazione costituiva infatti un importante presidio difensivo del castello di Canossa per il controllo della Val d'Enza.
Nel 1248 il maniero, soggetto al comune di Parma, fu occupato dall'esercito imperiale di Federico II di Svevia durante la battaglia di Parma; le truppe guelfe parmigiane, capitanate da Rolando Rossi, inviate dal podestà Filippo Visdomini, lo riconquistarono, mettendo in fuga re Enzo, il figlio di Federico II.
Nel 1296 il castello dei Baratti Neri fu occupato dai ghibellini fuoriusciti dalla città appoggiati dal marchese di Ferrara Azzo VIII d'Este; i guelfi riconquistarono il maniero, ma dopo alcuni mesi Azzo contrattaccò e per vendetta distrusse completamente l'edificio; l'anno seguente il Comune decretò di non ricostruire più alcuna fortificazione a Guardasone.

### XIV secolo

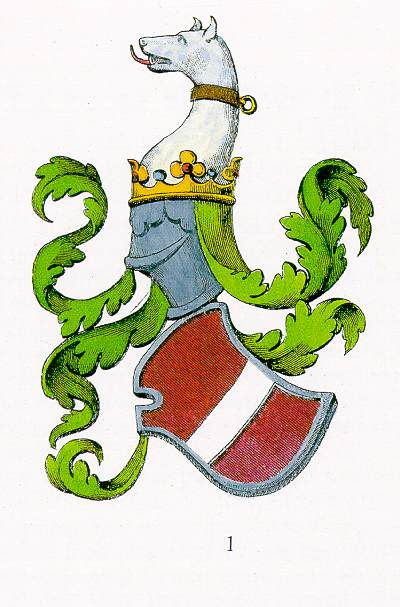
Stemma dei da Correggio

Tra il 1307 e il 1310 Giberto III da Correggio fece rinchiudere nelle carceri del maniero molti suoi nemici, tra i quali alcuni membri delle famiglie Rossi, Baratti e Aldighieri, poi liberati nel 1312 per volere dell'imperatore Enrico VII di Lussemburgo. Nel 1316 Giberto fu cacciato da Parma e si ritirò a Castelnovo; strinse alleanza coi da Palù e riorganizzò il proprio esercito nelle sue terre comprendenti tra le altre Guardasone, Campegine, Guastalla e Bazzano; fortificò il maniero di Guardasone e si mosse all'attacco della città, ma ne fu respinto.
Nei decenni seguenti il Parmense e le terre vicine furono sconvolti da battaglie tra gli opposti schieramenti, variabili nel tempo. Nel 1334 i reggenti di Parma, all'epoca ghibellini, dichiararono guerra ai correggesi e inviarono le truppe, guidate da Marsilio de' Rossi, a distruggere Traversetolo e depredare Guardasone. Nel 1341 Azzo da Correggio, figlio di Giberto, fortificò il castello dotandolo di una doppia cerchia di mura e costruendo sulla sommità del monte la torre di guardia di Montelugolo, detta "Guardiola"; Il maniero ospitò per alcuni giorni Francesco Petrarca, canonico, nel 1346, e poi Arcidiacono, dal 1348, del Capitolo della Cattedrale di Parma. che compose la poesia in lingua latina La torre di Guardasone in onore del suo soggiorno. Nel 1346 la fortificazione fu nuovamente attaccata dal marchese Francesco d'Este.
Nel 1391 il borgo e il castello furono dati alle fiamme dalle truppe bolognesi e fiorentine, alleate contro il signore di Milano Gian Galeazzo Visconti.

### XV secolo

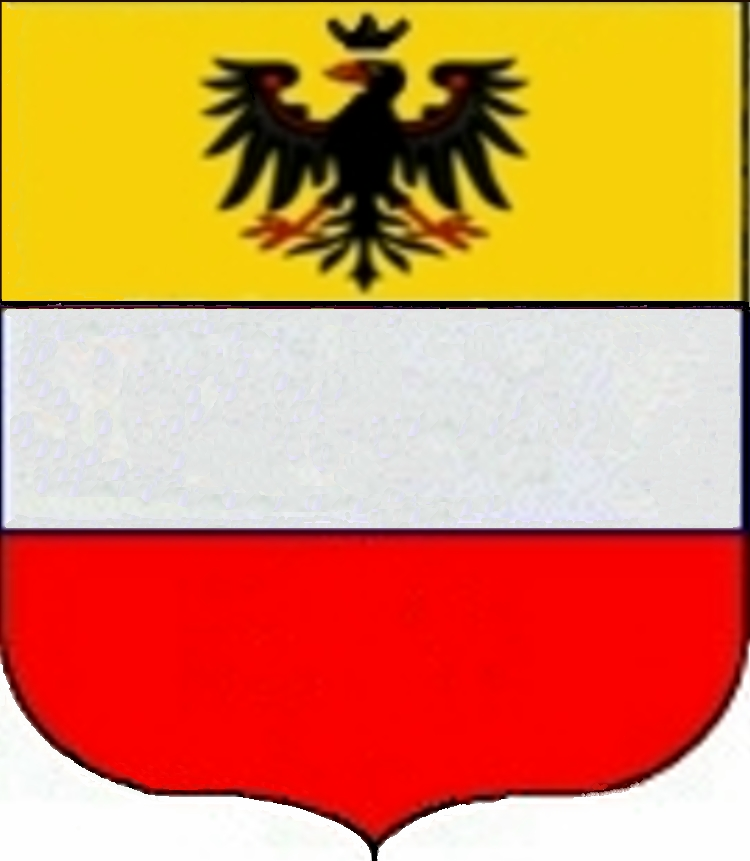
Stemma dei Terzi

Il 19 aprile del 1402 nel maniero morì, privo di prole, Giberto da Correggio, figlio di Azzo; le sue terre furono incamerate dal duca Gian Galeazzo, che, con diploma sigillato il 29 luglio, investì del castello di Guardasone i fratelli Ottobuono de' Terzi, Giacomo e Giovanni, eredi di Niccolò Terzi il Vecchio. Oltre a questo furono loro assegnate le terre di Traversetolo, Montecchio Emilia, Scalochia, Bazzano, Rossena, Sassatello, Gombio, Brescello, Boretto, Gualtieri, Cavriago e Colorno, già intestate al defunto Giberto da Correggio. Le concessioni stabilite nella patente ducale furono integralmente confermate a tutti gli effetti, dopo la morte di Gian Galeazzo, avvenuta pochi mesi dopo, dai reggenti, la vedova duchessa Caterina, tutrice, e il giovane duca Giovanni Maria (Catarina Ducissa et Johannes Maria Anglus dux Mediolani), con un secondo atto, rogato il 18 novembre dello stesso anno.
Negli anni seguenti il Parmense fu sconvolto dagli scontri tra i Terzi e i Rossi, che depredarono il borgo e il maniero di Guardasone nel 1403. Due anni dopo Ottobuono fece rinchiudere nelle prigioni del castello Gherardo degli Aldighieri. Nel 1408, secondo alcuni storici, vari uomini del villaggio e di Borgo San Donnino, alleati di Orlando Pallavicino, congiurarono contro il Terzi, che per reazione ne fece catturare 65 e li fece decapitare nel cortile della fortezza.
Nel 1409 fu ucciso a tradimento in un agguato a Rubiera, per mano di Muzio Attendolo Sforza con la complicità di Niccolò III d'Este, Ottobuono de' Terzi, signore di Parma e di Reggio; il fratello Giacomo fece quindi rifugiare dentro la ben munita rocca di Guardasone la vedova, Francesca da Fogliano, e i tre giovanissimi figli, Niccolò Carlo, erede effimero dei domini paterni, Margherita e Caterina. Inviò quindi a rinforzare le difese del maniero 300 cavalieri, guidati da Giovanni Malvicino; le truppe furono però intercettate a Traversetolo dall'Estense e sconfitte dopo un'aspra battaglia. Gli abitanti di Cazzola, Sivizzano e Rivalta cinsero d'assedio la fortezza di Guardasone, ma il castellano Pietro del Borgo reagì con una sortita sbaragliando le forze rossiane.
Nel mese di settembre le truppe estensi guidate da Uguccione dei Contrari attaccarono il castello a colpi di bombarda, costringendo i Terzi alla resa; Uguccione divenne quindi signore di Guardasone e Montelugolo. La vedova di Ottobuono, Francesca, accolta sotto l'alta protezione della Repubblica di Venezia, nei primi giorni del 1410, accompagnata dai suoi tre bimbi, abbandonò il Parmense per raggiungere la rocca di Villa Bartolomea, feudo che Ottobuono aveva ereditato dal padre Niccolò Terzi il Vecchio e conservato tra Legnago e Carpi. Giacomo Terzi, rifugiatosi invece a Borgo San Donnino, trovò la morte, nell'ottobre, massacrato sotto il suo castello di Fiorenzuola d'Arda dai terrazzani passati agli Scotti, mentre stava tentando di andare al soccorso del fratello Giovanni.
Nel 1417 Uguccione, temendo un'alleanza tra Orlando Pallavicino e Azzo Baratti, fece arrestare quest'ultimo e condurlo nelle prigioni del castello, poi si impossessò del maniero di Castione de' Baratti.
Nel 1421, dopo la cessione di Parma in cambio di Reggio Emilia da parte di Niccolò III d'Este a Filippo Maria Visconti, il maniero di Guardasone, da cui dipendevano anche Traversetolo e Castione de' Baratti, fu incamerato dal Duca di Milano, che lo affidò al castellano Masino di Facino di Santo Alosio e l'anno seguente lo fece rifornire di munizioni.
Nel 1431 Filippo Maria Visconti assegnò i feudi di Guardasone e Colorno al suo condottiero, fidato consigliere e diplomatico, Niccolò de' Terzi, il Guerriero, figlio naturale di Ottobuono, per ricompensarlo dei suoi servigi.
Nel 1447 Pier Maria II de' Rossi, spalleggiato dai da Correggio, assaltò e depredò la rocca di Guardasone, prima di proseguire per Brescello; l'anno seguente Niccolò, temendo altri attacchi da parte del duca di Ferrara Ercole I d'Este, esortò i figli Ottobuono e Gaspare a fortificare il castello e le altre strutture difensive delle sue terre.
Nel 1449 Niccolò de' Terzi, il Guerriero, mal sopportando Francesco Sforza quale signore di Parma nonostante gli avesse appena confermato il possesso di tutti i feudi, si accordò con l'amico Alfonso V d'Aragona, re di Napoli e altresì pretendente al Ducato di Milano in forza del testamento rogato a suo favore da Filippo Maria. Mise a disposizione i suoi feudi parmigiani a sostegno della Repubblica Ambrosiana, succeduta all'ultimo dei Visconti nel governo dello stato milanese, peraltro ormai ridotta allo stremo, circondata dall'esercito della Repubblica di Venezia guidato dallo Sforza. Re Alfonso, che aveva acquartierato le sue milizie in Toscana e in Romagna, poté così disporre di basi militari avanzate contro lo Sforza, come le ben munite rocche di Colorno e Guardasone, poste a guardia di Parma, dove spedì subito ottocento fanti, mentre Astorre II Manfredi, a Faenza, comandò l'invio di 1500 cavalli e 500 fanti. Tuttavia Francesco Sforza, subito informato di questi preparativi ostili, prevenne tempestivamente l'assalto del Manfredi, versandogli un anticipo di qualche migliaio di ducati in cambio del ritiro delle sue milizie. Il condottiero Alessandro Sforza, fratello di Francesco, si spinse sotto Guardasone e, con l'aiuto dei fratelli Giberto VI, Manfredo I e Niccolò II da Correggio, cinse d'assedio la fortezza, i cui occupanti, tra i quali il poeta Basinio Basini, disperando in nuovi aiuti, raggiunsero un accordo di resa dopo pochi giorni. La custodia del castello fu quindi affidata inizialmente a Manfredo e Giberto da Correggio e, nel 1452, a Pier Maria II de' Rossi.
Nel 1466 il duca Galeazzo Maria Sforza assegnò il castello a Giovanni e Vitaliano II Borromeo. Nel 1483 il cognato Guido de' Rossi tentò di impadronirsi del maniero con uno stratagemma: inviò a chiedere aiuto ai fratelli la moglie Ambrosina Borromeo, che finse di essere fuggita dal marito; tuttavia il castellano non cadde nel tranello e per reazione i Rossi diedero alle fiamme le abitazioni del borgo.

### Dal XVI al XVIII secolo

Stemma dei Borromeo

Nel 1526 i lanzichenecchi riuscirono a penetrare nel maniero, che razziarono.
Nel gennaio del 1551, durante la guerra di Parma, il castello, strategico per il vettovagliamento della città, fu conquistato dai Francesi alleati del duca Ottavio Farnese; Ferrante I Gonzaga e Gian Giacomo Medici non intervennero immediatamente, dando la possibilità agli occupanti di rinforzarlo, e in seguito non riuscirono a riprenderlo.
Pochi anni dopo, nel 1558, il duca di Ferrara Ercole II d'Este, dopo aver conquistato i castelli di San Polo, Canossa e Rossena, assaltò inaspettatamente il possente maniero, mal presidiato, e ne entrò facilmente in possesso; conquistò in breve tempo anche la vicina Guardiola. Ottavio Farnese reagì attaccando a colpi di bombarda dapprima la torre di Montelugolo, distruggendola quasi completamente; spostò poi il tiro sul castello, in cui si era rifugiato tutto il presidio ferrarese guidato dal conte Alessandro Rangoni; nella notte gli occupanti scapparono di soppiatto durante i cannoneggiamenti, che rasero al suolo l'intera struttura, a eccezione del solo mastio.
Nel 1652 il conte Renato II Borromeo sposò Giulia Arese, figlia del conte Bartolomeo III, ed ereditò metà del patrimonio del suocero; aggiunse al proprio anche il cognome della moglie, dando origine ai Borromeo Arese.

### Dal XIX al XXI secolo

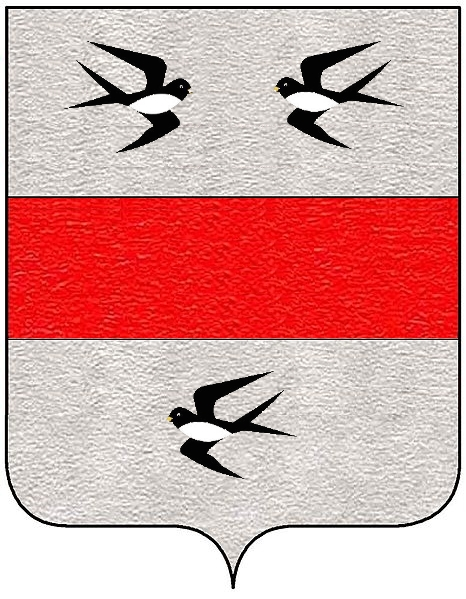
Stemma dei Rondani

Agli inizi del XIX secolo il castello, di cui rimanevano soltanto parte delle mura e della torre del mastio, fu acquistato dalla famiglia Medici; alcuni anni dopo il maniero fu alienato al sacerdote Gian Battista Rondani, il cui fratello Camillo, entomologo, vi realizzò il proprio studio.
Entro il 1903, per volere del nipote Alberto Rondani, fu restaurato il mastio modificandone le finestre e la copertura; pochi anni dopo fu inoltre edificata in adiacenza alla torre una grande ala sviluppata su una pianta a L.
Il maniero appartiene ancora alla famiglia Rondani.

## Descrizione

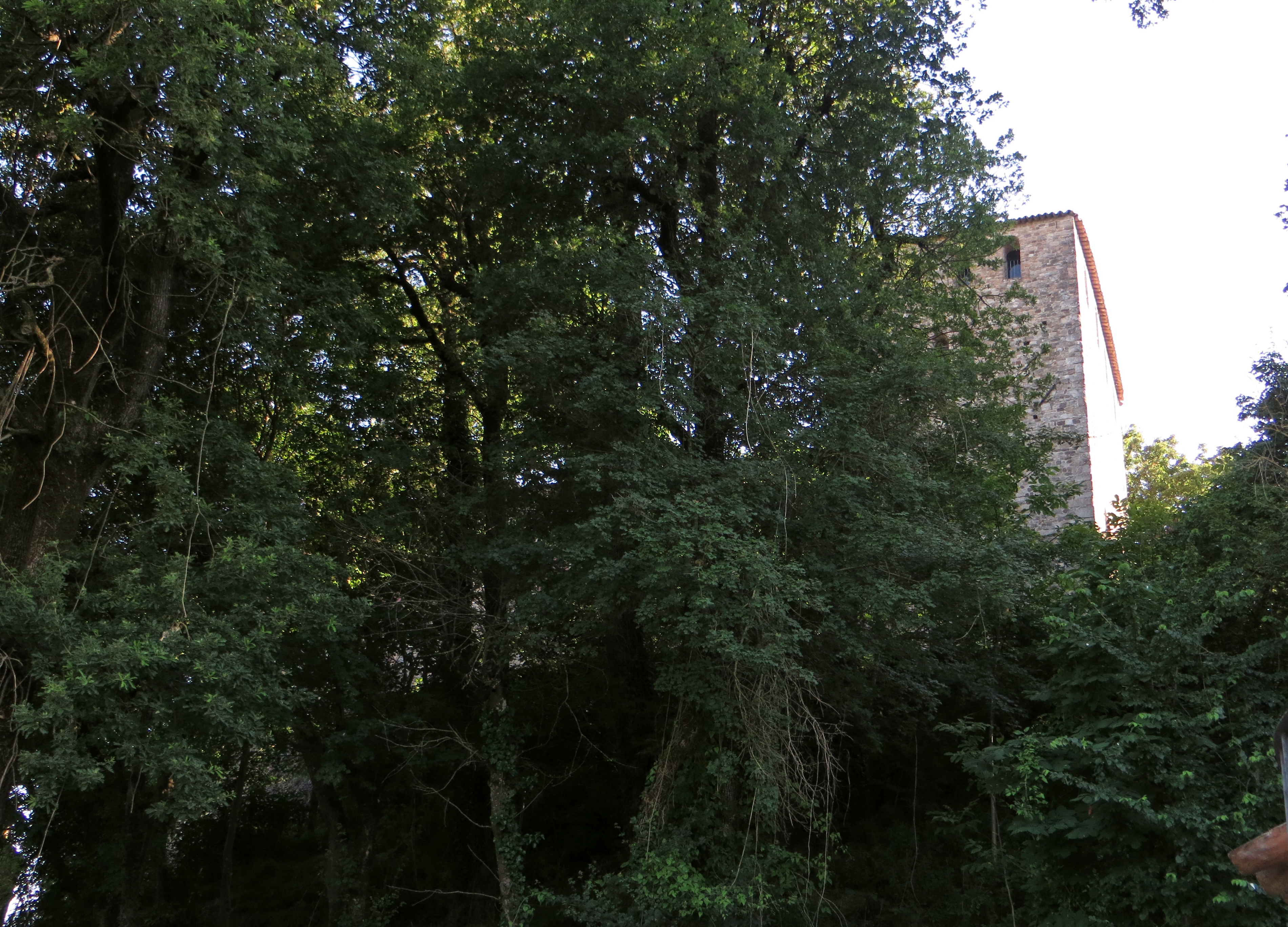
Il mastio visibile tra la boscaglia

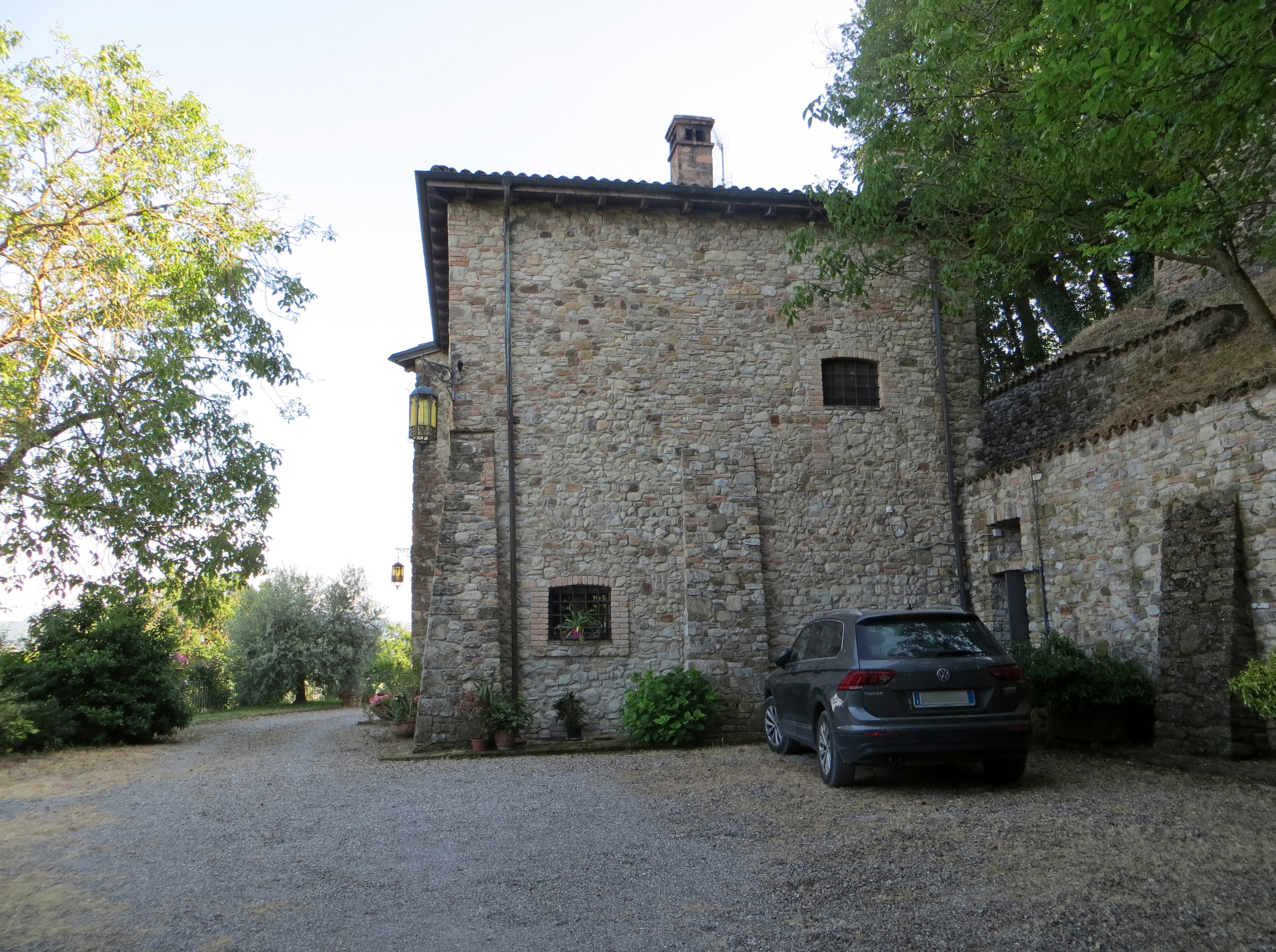
Gli edifici annessi ai piedi del castello

Dell'antico possente castello in pietra sopravvive soltanto l'ampio mastio sviluppato su un'insolita pianta rettangolare; in adiacenza alla torre si articola verso est un corpo a L, aggiunto agli inizi del XX secolo.
L'alto e massiccio mastio si innalza su quattro livelli principali fuori terra; sul lato ovest si apre un portale ad arco ogivale, originariamente affacciato sulla piazza d'armi; i primi tre piani sono caratterizzati dalla presenza di ampie bifore con colonne centrali, aperte entro il 1903, mentre all'ultimo livello si trovano lungo il perimetro alcune monofore con coronamento, modificato intorno al 1900, ad arco a tutto sesto.
L'edificio novecentesco, anch'esso in pietra, non presenta invece evidenze architettoniche degne di nota.
Intorno al castello si elevano lungo il pendio i ruderi delle mura medievali, prive di coronamento.

### Guardiola

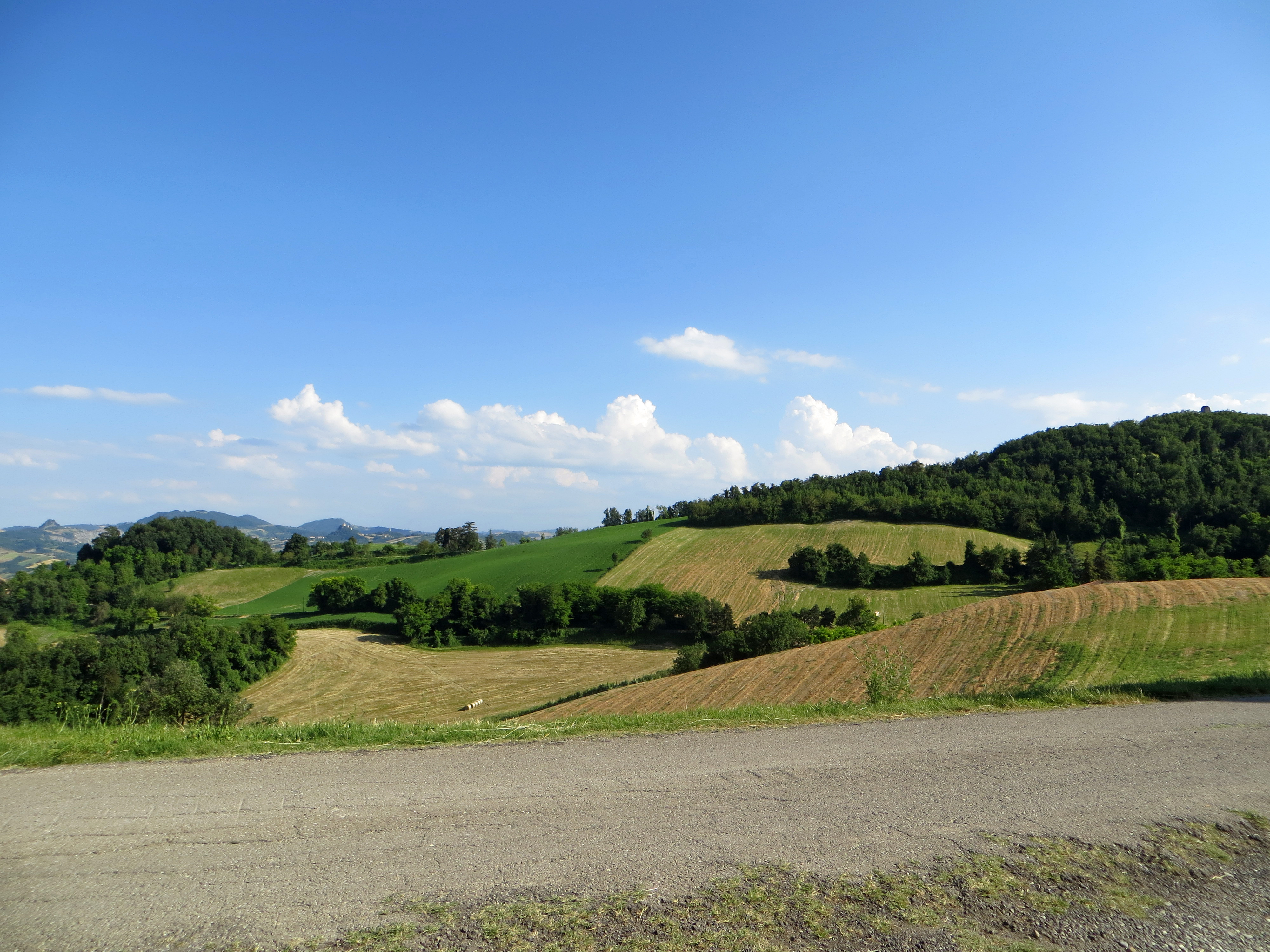
Le colline su cui sorgono il castello, a sinistra, e la Guardiola, a destra

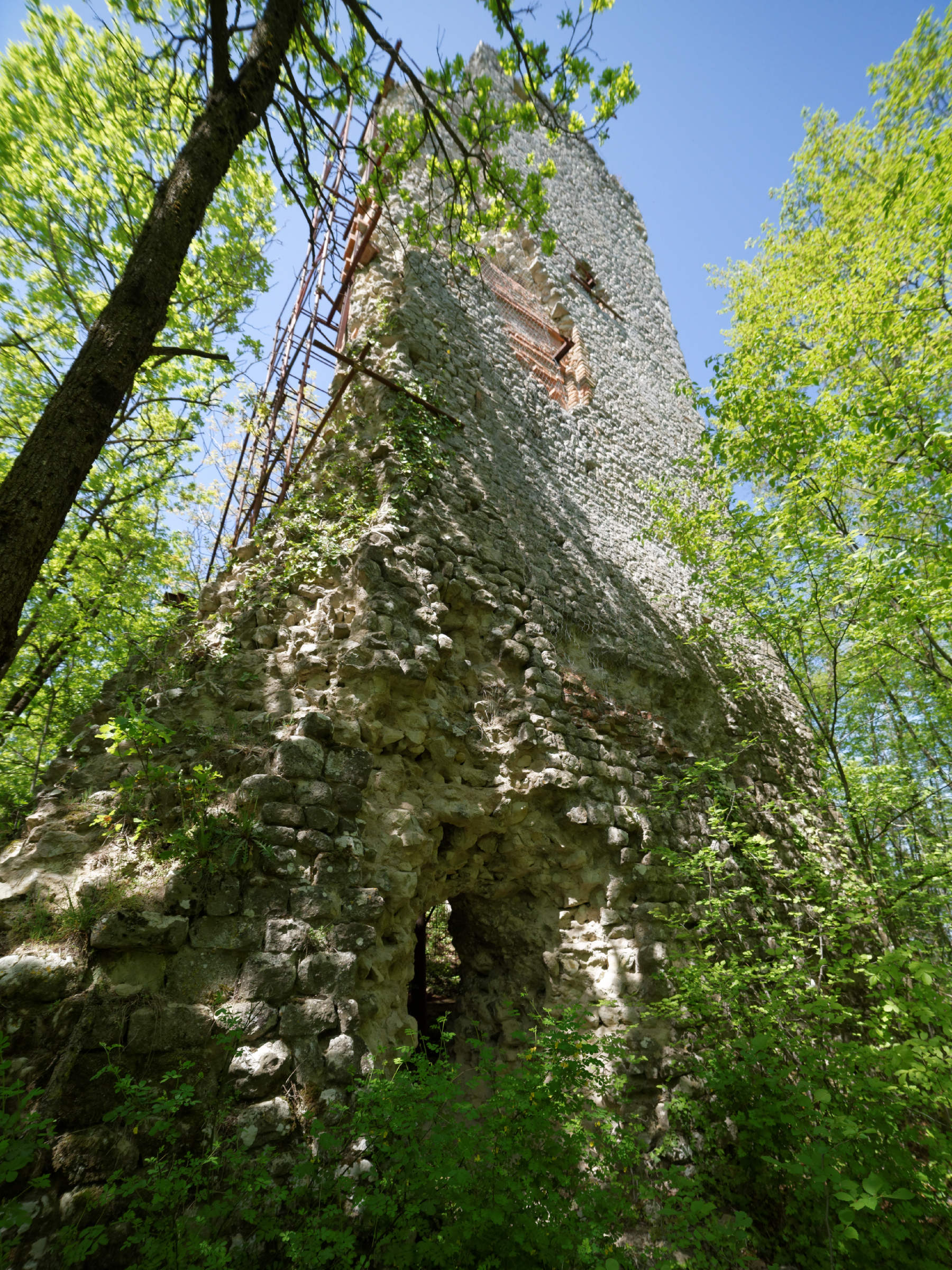
I resti della Guardiola

La Guardiola si erge sulla cima del monte Lugolo, alcune centinaia di metri a ovest del castello.
Dell'antica torre di avvistamento in pietra, elevata originariamente su tre livelli, rimangono soltanto i ruderi dei muri esterni.

## Il presunto fantasma
Come molti castelli, anche il maniero di Guardasone sembrerebbe ospitare un fantasma; secondo la leggenda, Ottobuono de' Terzi non sarebbe morto a tradimento a Rubiera, ma sarebbe stato ucciso in un agguato dalle donne di Guardasone, come vendetta per la strage di 65 uomini del borgo da lui ordinata; abbandonato nel bosco privo di sepoltura, da allora vagherebbe irrequieto nei pressi della Guardiola.

### Esplicative
1. ↑  Castrum Guardaxoni, et Terram de Traversetulo, Castrum Montislugui, Castrum Scalochie, Castrum Bazani, Rocham de Colurnio, et Rocham de Cruviacho Episcopatus Parme, et Castrum Rosene, Castrum Sassadelle, et Castrum Gombie Episcopatus Regij. In quel diploma ducale, mentre si elargivano benefici al miles Ottone, al doctor legis Giacomo e al fratello Giovanni, spectabiles dilecti nostri domini, si rammentava e onorava il loro defunto padre Niccolò, già fedele condottiero e consigliere di Gian Galeazzo: Grata et laudabilia considerans servitia, que fideliter et indefesse eidem actenus exhibuerunt quondam spectabilis Miles et dilectus Consiliarius suus dominus Niccolaus de Tercijs Comes Tizani ac Castrinovi Terciorum. Il diploma fu integralmente trascritto da Ireneo Affò nella sua Istoria della città, e ducato di Guastalla.[26]
2. ↑  Giacomo lasciò un figlio, Giovanni Filippo, che trovò rifugio nella Marca Anconitana, e divenne capostipite dei Terzi di Fermo.

### Bibliografiche
1. ↑  Calidoni, Basteri, Bottazzi, Rapetti, Rossi, p. 155.
2. ↑  Dall'Aglio, 1966, p. 548.
3. 1 2 3 4 5 6 7   Guardasone (castello), su mondimedievali.net. URL consultato il 18 maggio 2017.
4. ↑   SS. Silvestro e Donnino in Castione Baratti, su parrocchiaditraversetolo.it. URL consultato il 18 maggio 2017.
5. ↑  Dionisotti, 1887, pp. 151-157.
6. 1 2   Il castello di Guardasone, un'oasi di pace dopo tante battaglie, su vallideltermina.it. URL consultato il 18 maggio 2017.
7. ↑  Affò, 1793, pp. 210-217.
8. 1 2  Dall'Aglio, 1966, p. 549.
9. ↑  Affò, 1795, p. 87.
10. ↑  Affò, 1795, p. 107.
11. ↑  Affò, 1795, p. 112.
12. ↑  Affò, 1795, pp. 152, 157, 159, 163, 166, 170, 172.
13. ↑  Affò, 1795, p. 208.
14. 1 2 3 4 5 6 7  Dall'Aglio, 1966, p. 550.
15. ↑  Angeli, 1591, p. 154.
16. ↑  Affò, 1795, pp. 291-292.
17. ↑  Affò, 1795, p. 319.
18. 1 2 3 4  Cirillo, Godi, p. 282.
19. ↑  Capacchi, 1979, p. 141.
20. 1 2 3  Dall'Aglio, 1966, p. 552.
21. ↑   Tempietto del Petrarca, su appenninoreggiano.it. URL consultato il 19 maggio 2017.
22. ↑  Deputazione di Storia Patria per le Province Parmensi, p. 151.
23. ↑  Affò, 1795, p. 334.
24. ↑  Pezzana, 1837, p. 208.
25. ↑  Pezzana, 1842, pp. 10-11.
26. 1 2  Cont, 2017, p. 56.
27. ↑  Pezzana, 1842, p. 37.
28. ↑  Pezzana, 1842, pp. 42-43.
29. ↑  Pezzana, 1842, pp. 105-106.
30. ↑  Pezzana, 1842, pp. 119-123.
31. ↑  Pezzana, 1842, pp. 130-131.
32. ↑  Cont, 2017, p. 101.
33. ↑  Cont, 2017, pp. 157-162.
34. ↑  Pezzana, 1842, p. 173.
35. ↑  Pezzana, 1842, pp. 193-194.
36. ↑  Pezzana, 1842, p. 222.
37. ↑  Pezzana, 1842, pp. 305-306.
38. 1 2 3  Dall'Aglio, 1966, p. 551.
39. ↑  Pezzana, 1842, p. 543.
40. ↑  Pezzana, 1842, p. 672.
41. ↑  Affò, 1800, p. 31.
42. ↑  Cont, 2017, pp. 146-148.
43. ↑  Pezzana, 1847, pp. 7-9.
44. ↑  Angeli, 1591, p. 378.
45. ↑  Pezzana, 1847, p. 26.
46. ↑  Pezzana, 1847, p. 10.
47. ↑  Arcangeli, Gentile, pp. 71-72.
48. ↑  Pezzana, 1847, p. 342.
49. 1 2  Capacchi, 1979, p. 142.
50. ↑  Rabà, 2016, p. 251.
51. ↑  Affò, 1800, p. 55.
52. ↑  Angeli, 1591, p. 729.
53. ↑  Angeli, 1591, p. 731.
54. ↑  Turconi Sormani, 2015.
55. ↑   Castello Guardasone, su geo.regione.emilia-romagna.it. URL consultato il 20 maggio 2017 (archiviato dall'url originale il 16 agosto 2017).
56. ↑   Rondani Camillo, su parmaelasuastoria.it. URL consultato il 20 maggio 2017 (archiviato dall'url originale il 20 novembre 2015).
57. ↑  Zuccagni-Orlandini, 1839, p. 565.